# Space Buddha
'Space Buddha' é um projecto israelense de Psychedelic Trance voltado para o Full On Morning com elementos de Goa Trance. Foi criado em 1997 por Eliad Grundland (nascido em 1972), atualmente esta na Agitato Records. Eliad visitou todos os continentes do nosso planeta participou de muitos festivais mundiais. O Space Buddha é conhecido por suas idéias originais e sua definição de novos padrões e limites para a cena do Psychedelic Trance.

Atualmente Eliad Grundland reside em Tel Aviv, Israel.

## Projetos paralelos
Além do projeto Space Buddha, Eliad integra o projeto solo Indica, criado em 1996 e ficou ativo até 2008.
 
Em 1997, criou o projeto Possesed em parceria com o DJ Tshompy, este projeto ficou ativo até o ano 2000.

Em 1998, criou o projeto Electric Bunder em parceria com o projeto Stargate (Yalon Adot & Hanan Elcaslasi), este projeto ficou ativo até 1999.

Em 2005, criou o Opium Of The Masses em parceria com o projeto Cyber Cartel (Vic Shefi), este projeto ainda esta ativo, sua ultima track produzida foi em 2009.

## Discografia
- Space Buddha (2000)
- Eternity Project (2001)
- Jungle of Wishes (2002)
- Stigmata (2002)
- Storm Reaction (2003)
- Full Circle (2007)
- No Shields (2008)
- Party Leader (2010, produzido em parceria com o projeto Toast3d)

Alem dos álbuns acima, Space Buddha ja produziu para compilações, participou de álbuns de outros produtores como Toast3d e Cyber Cartel  e também produziu algumas "Ureleased Tracks", tracks que não foram lançadas em nenhum álbum ou compilação.

## Fonte
- www.myspace.com/spacebuddhafullcircle
- www.agitato.co.il